# Inner-Wiesenbach
Inner-Wiesenbach ist eine Ortschaft und als Innerwiesenbach eine Katastralgemeinde der Gemeinde St. Veit an der Gölsen im Bezirk Lilienfeld in Niederösterreich.

## Siedlungsentwicklung
Zum Jahreswechsel 1979/1980 befanden sich in der Katastralgemeinde Innerwiesenbach insgesamt 34 Bauflächen mit 23.083 m² und 26 Gärten auf 51.952 m², 1989/1990 gab es 34 Bauflächen. 1999/2000 war die Zahl der Bauflächen auf 95 angewachsen und 2009/2010 bestanden 45 Gebäude auf 67 Bauflächen.

## Geschichte
Im Jahr 1822 wurde der Ort zusammen mit Außerwiesenbach als Amt genannt und mit 65 zerstreuten Häusern beschrieben, die nach St. Veit eingepfarrt waren, wohin auch die Kinder eingeschult wurden. Die Herrschaft Kreisbach besaß die Ortsobrigkeit und die Herrschaft Lilienfeld übte die Landgerichtsbarkeit aus und besorgte die Konskription. Die Untertanen und Grundholde gehörten den Herrschaften Lilienfeld, Kreisbach, Hohenberg, Schönbichl und Göttweig.
Laut Adressbuch von Österreich waren im Jahr 1938 in Inner-Wiesenbach ein Gastwirt und mehrere Landwirte ansässig.

## Bodennutzung
Die Katastralgemeinde ist landwirtschaftlich geprägt. 212 Hektar wurden zum Jahreswechsel 1979/1980 landwirtschaftlich genutzt und 1.334 Hektar waren forstwirtschaftlich geführte Waldflächen. 1999/2000 wurde auf 139 Hektar Landwirtschaft betrieben und 1.367 Hektar waren als forstwirtschaftlich genutzte Flächen ausgewiesen. Ende 2018 waren 123 Hektar als landwirtschaftliche Flächen genutzt und Forstwirtschaft wurde auf 1.379 Hektar betrieben. Die durchschnittliche Bodenklimazahl von Innerwiesenbach beträgt 19,7 (Stand 2010).